# Processionnaire du chêne
Thaumetopoea processionea
Ne doit pas être confondu avec Processionnaire du pin.
Espèce

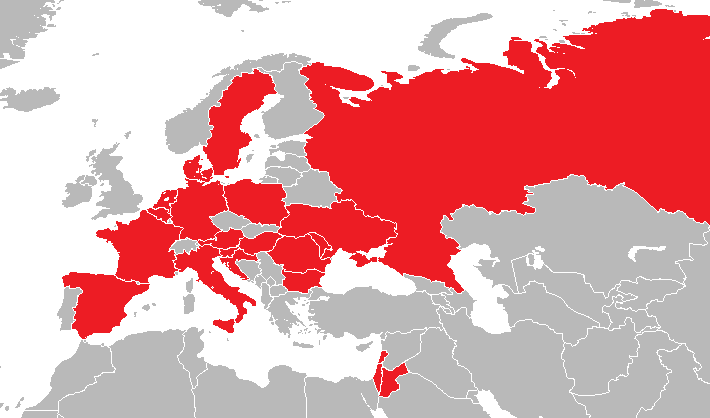
En rouge, les pays où cette espèce se rencontre.

La Processionnaire du chêne, Thaumetopoea processionea, est une espèce de lépidoptères (papillons) appartenant à la famille des Notodontidae et à la sous-famille des Thaumetopoeinae.
Les larves, connues pour leur mode de déplacement en file indienne, se nourrissent exclusivement des chênes (Quercus). Elles sont classées « nuisibles à la santé humaine », le 27 avril 2022 en France.

## Dénomination
Thaumetopoea processionea (Carl von Linné, 1758)

### Noms vernaculaires
La chenille se nomme Processionnaire du chêne, Oak Processionary en anglais, Eichen-Prozessionsspinner en allemand, Processionaria delle querce en italien.

## Description

### Imago
Les papillons adultes sont nocturnes et discrets. Ce sont des papillons de nuit sans trompe, vivant quelques jours sans se nourrir.

### Chenille
La chenille, de couleur gris argenté, porte des poils soyeux et des poils microscopiques d'environ 200 microns disposés en touffes urticantes.
La chenille, à son dernier stade, a une taille comprise entre 25 et 35 mm. Elle contribue à la construction collective d'un grand cocon de soie blanche, qui abritera des centaines de chenilles.

### Chrysalide
La nymphose a lieu dans le cocon en juin. L'émergence se passe le mois suivant.

## Biologie
Les chenilles ont un comportement grégaire, elles se rassemblent en « plaques » denses sur les grosses branches dites « charpentières » du chêne. Elles filent des cocons sur les chênes à feuilles caduques, mais on les trouve aussi parfois sur des arbres, arbustes et toute surface qu'elles peuvent explorer à proximité du chêne qu’elles occupent. Elles abandonnent temporairement les cocons la nuit pour se nourrir. Le nid garni de poils est extrêmement urticant, même vide.

### Période de vol et hivernation
Le papillon vole en juillet-août au nord de son aire de répartition et de juin à septembre au sud. Les œufs sont pondus en amas sur les rameaux en juillet et n'écloront qu'au printemps suivant.

## Écologie et distribution
Cette espèce médioeuropéenne est présente de l’ouest de l’Europe à la Turquie.
En Belgique, en mai 2007, la province de Limbourg a été touchée par une pullulation locale de ces chenilles et a fait appel à l'armée pour s'en débarrasser. Les chenilles récupérées sont généralement brûlées pour limiter la dispersion de poils qui peuvent rester urticants et allergènes un certain temps après la mort des chenilles.
En France durant les années 2000, la chenille semble localement progresser dont en Île-de-France peut-être en raison du réchauffement climatique et parce qu'elle profite des infrastructures de circulation.

### Illustrations

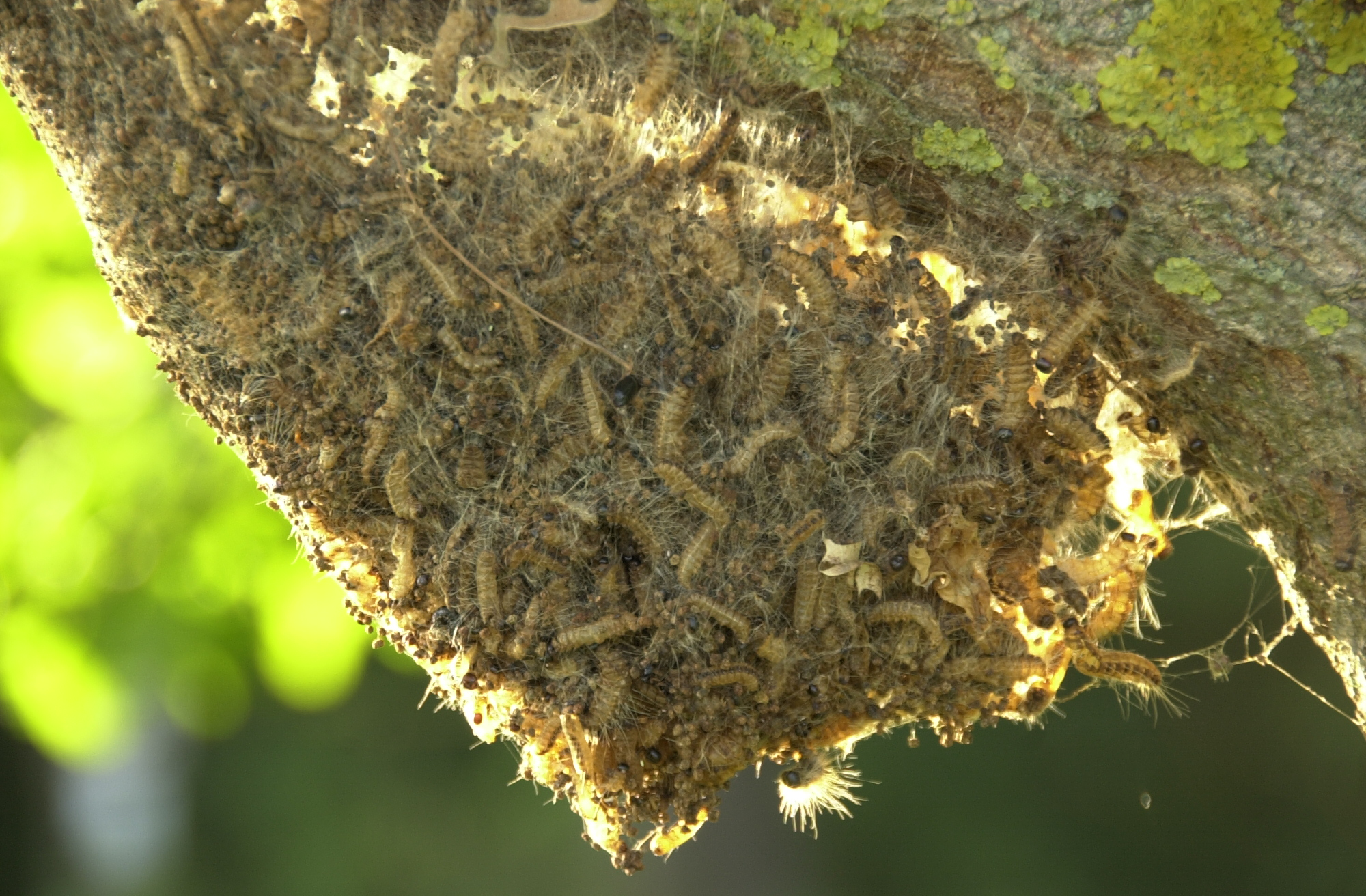
nid
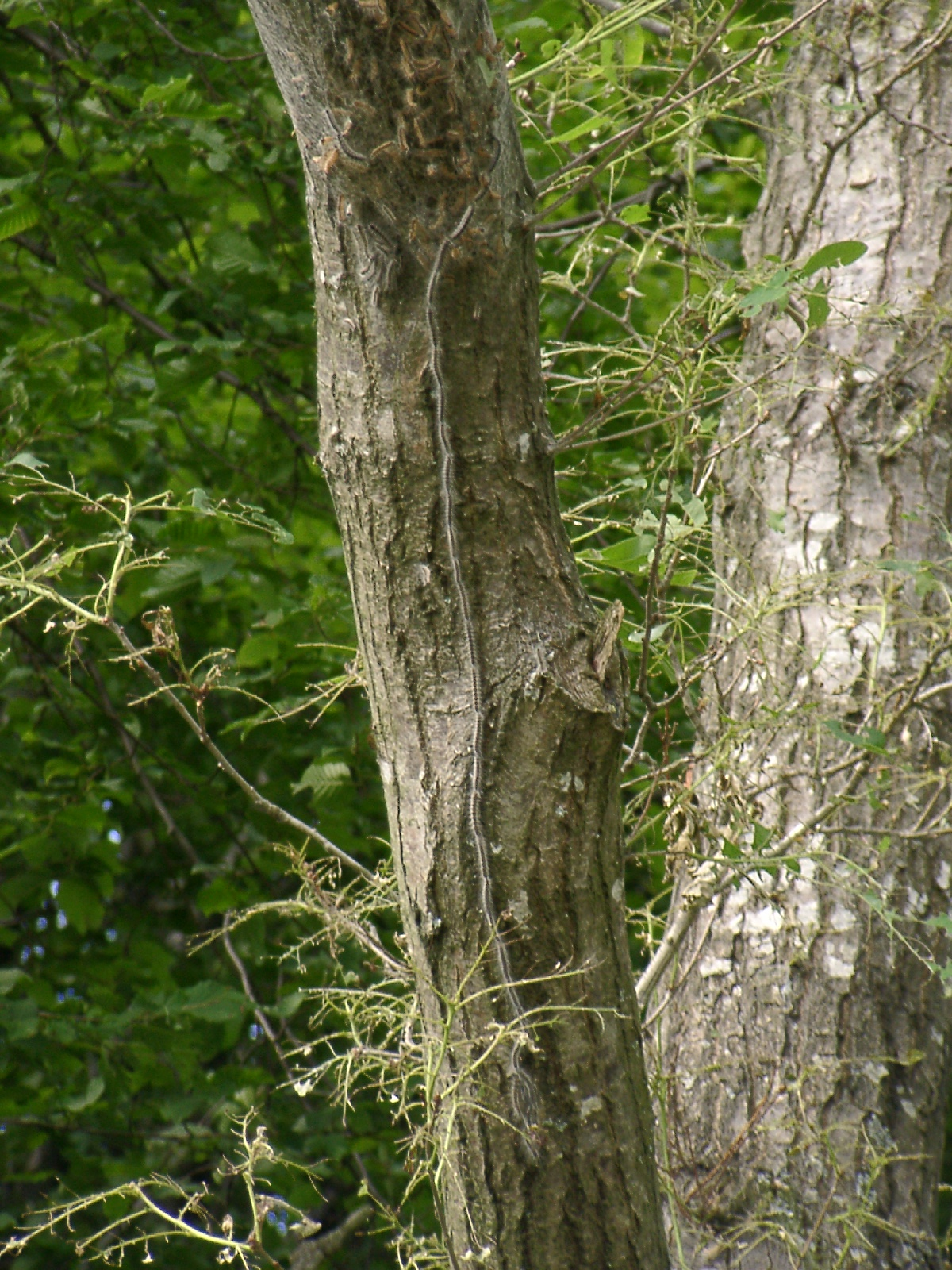
procession
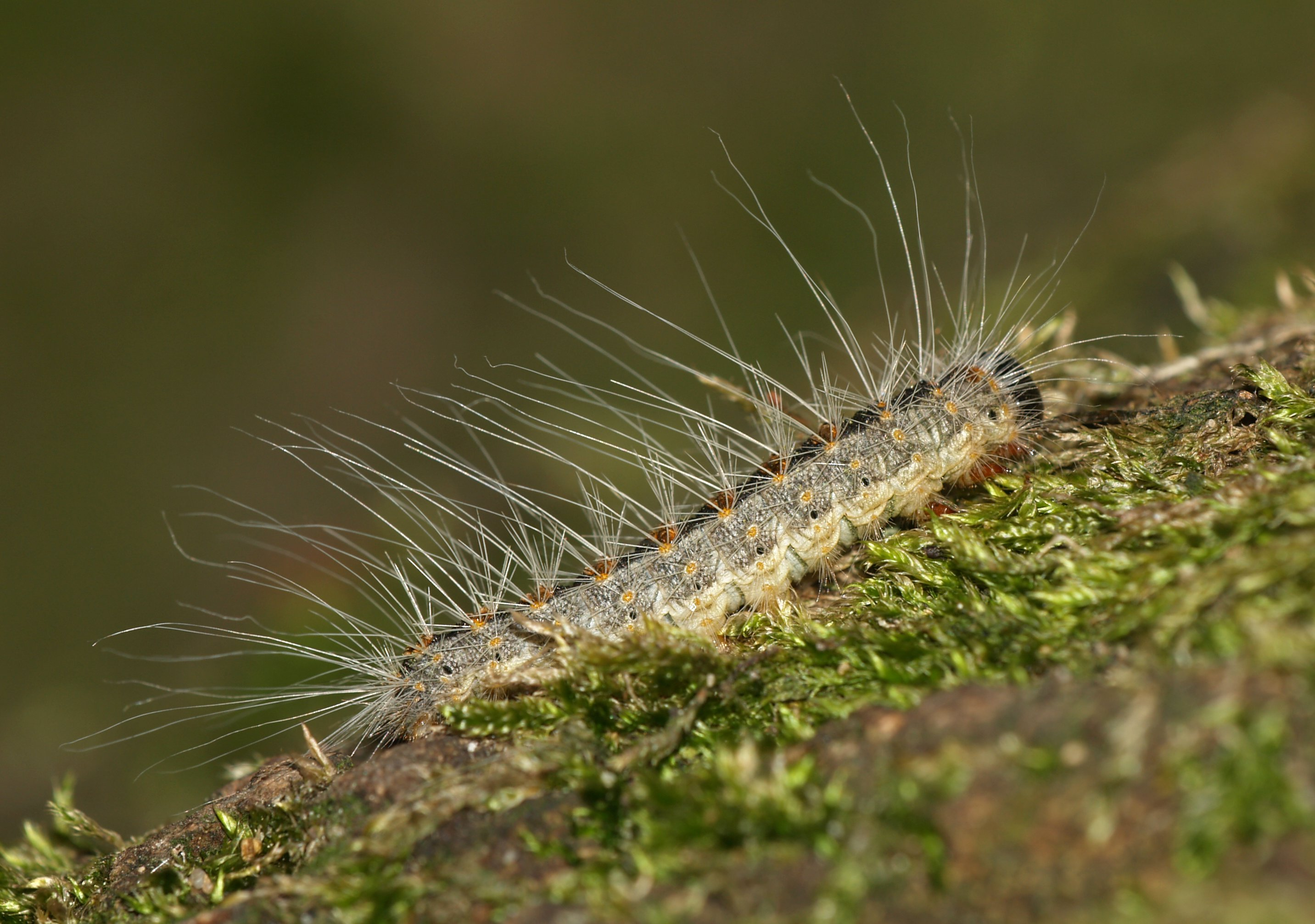
chenille

### Biotope
Ce papillon habite les chênaies ou les forêts riches en chênes.

### Protection contre la pullulation
Les imagos (papillons adultes) sont nocturnes et discrets. On lutte contre d'éventuelles pullulations par l'application de Bt, cette espèce, comme beaucoup de papillons est sensible aux toxines Bt produites par le Bacille de Thuringe (Btk), toxine également produite par de nombreux végétaux OGM pour les protéger des pyrales ou d'autres insectes dits "ravageurs". Le Bt peut aussi tuer d'autres papillons non urticants et le traitement n'est efficace qu'à certaines conditions. Une fois les chenilles devenues urticantes, il est recommandé de les supprimer à la main (avec un masque et une tenue de protection, incluant des lunettes étanches) plutôt que de les détruire avec des insecticides , afin que leurs poils ne se dispersent pas dans l'environnement.
La chenille de ce papillon étant protégée par ses poils urticants d'une partie des prédateurs qui régulent habituellement les populations de papillons (mésanges, etc.) , sa dynamique de population est sujette à des pullulations qui sont occasionnellement observées dans les chênaies. Ces pullulations sont une source de risque pour la santé des personnes qui y sont exposées car la chenille est recouverte de poils urticants pouvant provoquer de l'asthme (les poils peuvent être aéroportés sur plusieurs dizaines à centaines de mètres). Ils occasionnent le plus souvent des démangeaisons et rougeurs en cas de contact cutané et plus exceptionnellement une allergie grave voire un choc anaphylactique.
Des pullulations intenses (défoliation totale ou presque totale du chêne) et répétées durant 4 ou 5 années successives sont considérées comme le signe d'un probable déséquilibre écologique, d'un stress de l'arbre (par exemple dans un contexte de sécheresse ou du fait que l'arbre ne pousse pas dans de bonnes conditions stationnelles). Dans ce cas les défoliations conduisent l'arbre à la mort, sinon l'arbre a simplement une croissance presque réduite lors des années correspondant à la défoliation.

## Législation en France
Le 25 avril 2022, le Ministère chargé de la santé ajoute par décret les processionnaires du chêne (ainsi que les processionnaires du pin) à la liste des espèces dont la prolifération est nuisible pour la santé humaine (code de la Santé publique),. L'arrêté du 2 juin 2017 relatif à la désignation des "organismes contribuant à des mesures nationales de prévention et de lutte relatives à certaines espèces végétales et animales dont la prolifération constitue une menace pour la santé humaine" est par ailleurs mis à jour. Le réseau FREDON France voit ses missions étendues à l'animation et au fonctionnement d'un Centre national de référence, de prévention et de lutte face aux chenilles processionnaires du chêne et du pin : l'Observatoire des espèces à enjeux pour la santé humaine au sein duquel est mis en place un Observatoire des chenilles processionnaires.
Les mesures de gestion des populations de chenilles sont par ailleurs confiées aux préfets de départements.

### Stratégie de régulation ou de protection
Un document de synthèse intitulé Recueil des méthodes de lutte - Processionnaires du pin et du chêne, élaboré par l'Observatoire des chenilles processionnaires sur un financement du Ministère chargé de la santé, résume toutes les stratégies de gestion possibles pour réguler cet insecte. Il présente aussi les avantages et limites de chaque méthode. 

#### Processionnaires du chêne
- Gestion paysagère : le choix de certaines plantations permet de diminuer les risques d'infestation par les Processionnaires du chêne en favorisant des espèces qui ne leur servent pas d'hôtes. En dernier recours, il est envisageable d'abattre les arbres souvent infestés (en dehors des périodes où les chenilles urticantes sont présentes) et de les remplacer par des essences mieux adaptées au climat local.
- Destruction mécanique : enlèvement et destruction des nids et des plaques de nymphose fixés aux troncs et aux branches principales des arbres infestés, en utilisant des outils appropriés[5].
- Lutte par pulvérisation : cette méthode consiste à appliquer sur les arbres infestés un produit homologué, à savoir la bactérie Bacillus thuringiensis var. kurstaki sérotype 3a-3b, afin d'éliminer les jeunes chenilles qui se nourrissent des aiguilles, prévenant ainsi la production de soies urticantes. Cette bactérie génère une protéine cristalline qui se transforme en toxine dans un environnement alcalin, comme celui du système digestif des larves de lépidoptères, y compris les processionnaires. Le BTk est homologué en tant que produit phytopharmaceutique (pour la protection des végétaux) et non en tant que biocide (pour la protection des humains).